# Jardim de Hidcote Manor

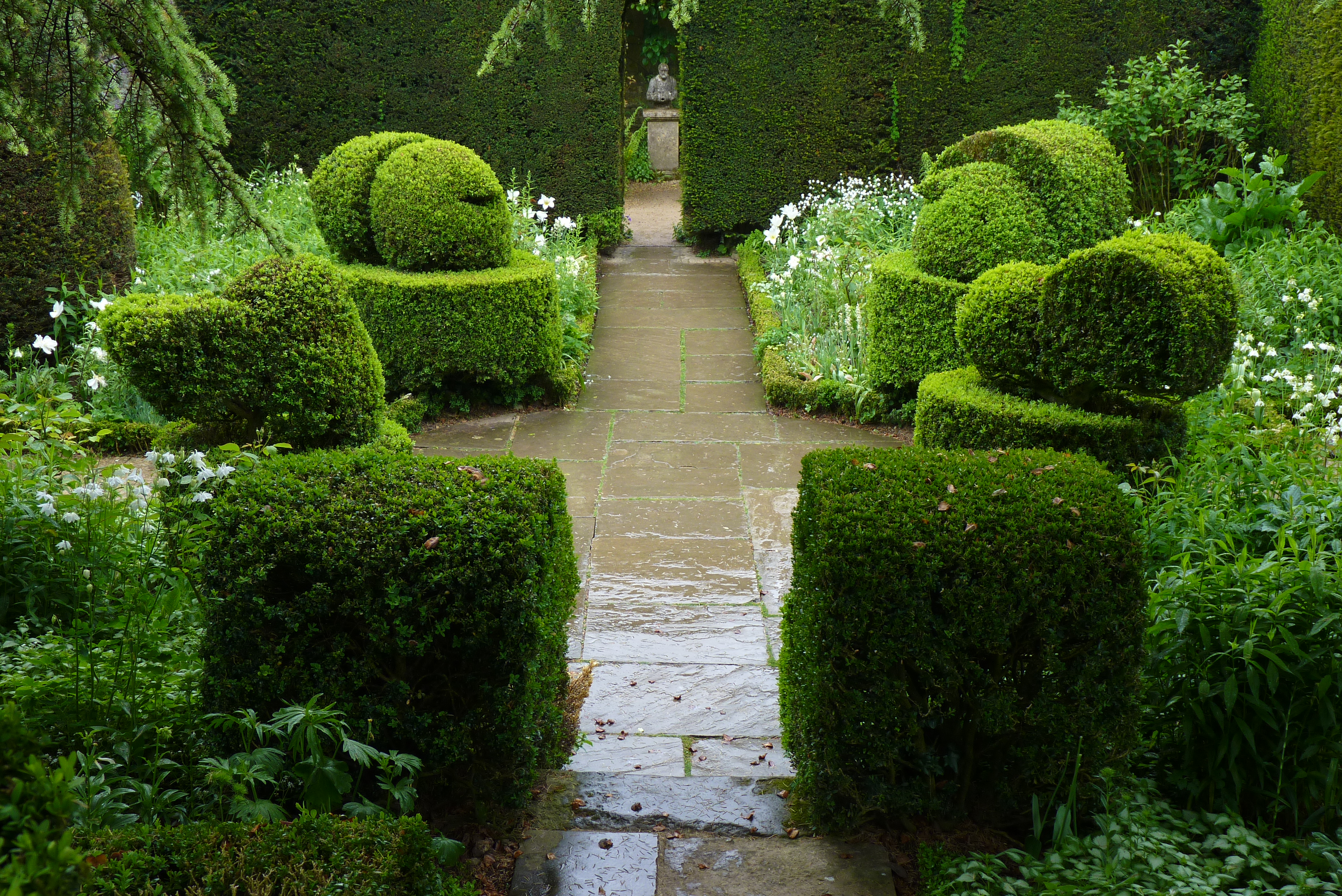
Hidcote Manor

O Jardim de Hidcote Manor é um jardim inglês situado nos arredores de Hidcote Bartrim, perto de Chipping Campden, Gloucestershire, Inglaterra, propriedade do National Trust.
Criado pelo horticultor norte-americano Lawrence Johnston, é descrito como um dos expoentes mais altos em Inglaterra dos jardins "Arts & crafts", com a sua colecção de árvores, arbustos e canteiros de perenes.

## História
A mãe de Johnston, Gertrude Winthrop, adquiriu a propriedade de Hidcote em 1907, localizada numa região de Inglaterra muito ligada ao então florescente movimento Arts and Crafts. Johnston rapidamente decidiu transformar os campos em volta da mansão num jardim, e em 1910 tinha já dado início à plantação e organização base do jardim, que em 1920 tinha já doze jardineiros empregados a tempo inteiro.
O jardim foi adquirido pelo National Trust em 1947.
Johnson foi buscar conselho e inspiração a alguns nomes famosos à época como Alfred Parsons, Gertrude Jekyll, e outros. Em 2007, Chris Beardshaw inspirou-se no jardim de Jonhnson em Hidcote para desenhar um jardim para a Exposição de Flores de Chelsea (Chelsea Flower Show).

## O jardim
O jardim está organizado num conjunto de "salas", cada uma com as suas próprias características distintivas, separadas pela utilização criativa de sebes e muros. As salas estão ligadas entre si e dispõem de decorações com topiária, perspectivas imaginativas e alguns de lagos e fontes. Estão dispostos ao redor de uma mansão da época Tudor, perto de Kiftsgate Court Gardens, construído à beira da escarpa de Cotswolds.